# Ergüder Bekişdamat
Ergüder Bekişdamat (ur. 1 stycznia 1969) – turecki zapaśnik w stylu klasycznym. Olimpijczyk z Barcelony 1992, gdzie zajął jedenaste miejsce w kategorii 57 kg.
Dziesiąty w mistrzostwach świata w 1997. Brązowy medalista mistrzostw Europy w 1997. Czwarty w Pucharze Świata w 1997. Srebrny medal na igrzyskach śródziemnomorskich w 1997 roku.